# Hilda Ahnfelt
Hilda Henriette Ahnfelt, född 27 oktober 1844 i Saxtorp i Malmöhus län, död 13 oktober 1927, var en svensk plymfabrikant. Hon gifte sig 1871 med redaktören Arvid Ahnfelt, och de bosatte sig i Stockholm, där han arbetade på Kungliga biblioteket. 
Ahnfelt var dotter till lantbrukaren Jakob Runnerström och Karolina Molin. 1879 grundade hon Sveriges första och kanske enda plymfabrik. Den var framgångsrik, och Ahnfelt vann priser vid många stora utställningar. 1910 utgav hon boken Plymens historia. Makarna Ahnfelt är begravda på Solna kyrkogård.